# غرف الغاز

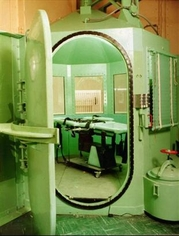

حجرة الغاز أو غرفة الغاز هي أداة لقتل البشر أو الحيوانات باستخدام الغاز. تتكون غرفة الغاز من غرفة محكمة الغلق يتم ضخ غاز سام أو خانق داخلها. ومن أكثر الغازات استخداماً في غرف الغاز غازات سيانيد الهيدروجين، كما استخدم أيضاً غازا ثاني وأول أكسيد الكربون. بدأ استخدام غرف الغاز لإعدام المجرمين في عشرينيات القرن العشرين في الولايات المتحدة. كما يقال إن النازيين استخدموا غرف غاز ضخمة أيضاً في التطهير العرقي لليهود وغيرهم من الأعراق، واستخدمتها أيضاً جمهورية كرواتيا الحرة (التي قامت بين عامي 1941 و1945) في معسكر ياسينوفاك. وهناك أقوال عن استخدام هذه الغرف في كوريا الشمالية.
تستخدم غرف الغاز أيضاً في القتل الرحيم للحيوانات باستخدام أول أكسيد الكربون.

## ألمانيا النازية
استخدمت ألمانيا النازية أنواعًا مختلفةً من غرف الغاز لغرض القتل الجماعي، فابتداءً من عام 1939، استُخدِمت غرف الغاز كجزء من برنامج القتل الرحيم النازي (عملية T4) الذي يهدف للقضاء على الأشخاص المعاقين جسديًا وعقليًا، حيث أجريت تجارب قتل المرضى بالغاز في تشرين الأول/أكتوبر1939 في بوزنان المحتلة في بولندا، وذلك بقتل المئات من السجناء باستخدام أول أكسيد الكربون، وفي1940 أُنشِئت غرف الغاز باستخدام أول أكسيد الكربون النقي المعبأ في ستة مراكز للقتل الرحيم في ألمانيا، حيث أُعدم فيها الأشخاص ذوي الإعاقة والسجناء المحوّلين من معسكرات الاعتقال في ألمانيا والنمسا وبولندا، واستمرت عمليات قتل نزلاء معسكرات الاعتقال بعد إغلاق برنامج القتل الرحيم رسميًا في1941.
وخلال غزو روسيا، نُفّذَت عمليات الإعدام الجماعي بغاز العادم من قبل أينزاتسغروبن (قوات المهمات) باستخدام شاحنات الغاز المُعدّلة لتحويل غازات المحرك إلى غرفة غاز داخلية مغلقة.
ابتداءً من عام 1941، استُخدِمَت غرف الغاز في معسكرات الإبادة في بولندا بغرض القتل الجماعي لليهود والغجر وغيرهم من ضحايا المحرقة، حيث استُخدِمَت شاحنات الغاز في معسكر إبادة شيلمنو (Chełmno)، كما استخدَمت معسكرات عملية رينهارد (Operation Reinhard) للإبادة أدخنة العادم من محركات الديزل الثابتة في بيليتش وسوبيبور وتريبلينكا، وفي سبيل البحث عن أساليب قتل أكثر فاعلية، جرّب النازيون استخدام مبيد زيكلون ب في معسكر اعتقال أوشفيتز، لتُعتَمَد هذه الطريقة فيما بعد في عمليات القتل الجماعي فيه وفي معسكر ماجدانك، حيث كان يعدم نحو6000 ضحية بزيكلون ب كل يوم في الأوشيفتز.
أُزيلت أو دُمّرَت معظم غرف الغاز في معسكرات الإبادة في الأشهر الأخيرة من الحرب العالمية الثانية عند اقتراب القوات السوفييتية، باستثناء تلك الموجودة في داكاو وزاكسينهاوزن وماجدانك، وقد أعيد بناء غرفة غاز مدمرة في أوشفيتز بعد الحرب لتكون نصب تذكاري.

## ليتوانيا
قامت ليتوانيا في عام 1937-1940 بتشغيل غرفة غاز في أليكسوتاس داخل الحصن الأول من قلعة كاوناس، وفي السابق كانت تُنَفّذ عمليات الإعدام شنقاً أو بإطلاق النار، ومع ذلك كان ينظر إلى هذه الأساليب على أنها وحشية، وفي كانون الثاني/يناير 1937عُدّل القانون الجنائي ليدعم الإعدام باستخدام الغاز الذي كان يُنظَر إليه في ذلك الوقت على أنّه أكثر تحضُّرًا وإنسانيةً، وقد نظرت ليتوانيا في طريقة الإعدام بالسم ورفضته.
نُفّذ الإعدام الأول في 27 تموز/يوليو1937: للمتهم (Bronius Pogužinskas) بعمر 37 سنة، الذي أُدين بقتل خمسة أشخاص من عائلة يهودية، وقد أحصى المؤرخ (Sigita Černevičiūtė) تسع عمليات إعدام على الأقل في غرفة الغاز على الرغم من أنّ السجلات غير كاملة ومجزأة، ومن بين هؤلاء التسعة، أُدين ثمانية منهم بتهمة القتل، وأحدهم كان بالإضافة إلى ذلك مُدانًا بأعمال مناهضة للحكومة خلال إضراب (Suvalkija) عام 1935، وآخر إعدام معروف وقع في 19 أيار/مايو1940 بتهمة السطو، ثم أصبح مصير غرفة الغاز بعد الاحتلال من قبل الاتحاد السوفيتي في حزيران/يونيو1940 غير واضح.

## كوريا الشمالية
وصف كوون هيوك الرئيس السابق للأمن في المعسكر22، مختبرات مجهزة بغرف للتجارب الغازية الخانقة، بحيث يكون الموضوعات التجريبية فيها ثلاثة أو أربعة أشخاص -عادةً من نفس العائلة، حيث تُغلَق الغرف عليهم بعد خضوعهم للفحوصات الطبية، ليُحقَن السم من خلال أنبوب بينما يراقب العلماء ما يحدث من الأعلى عبر الزجاج، وفي تقرير يُذكّر بقصة سابقة لعائلة من سبعة، يدّعي كوون مشاهدته لموت أحد العائلات المكونة من أبوين وابن وابنة اختناقًا بينما يحاول الوالدان إنقاذ أبنائهم بالإنعاش فمًا لفم، كانت شهادة كوون مدعومة بوثائق من المعسكر22 تصف عملية نقل السجناء للتجارب، وقد عرّف الخبير كيم سانغ هان هذه الوثائق على أنها حقيقية، ولكن السلطات الكورية الشمالية استنكرت ذلك في مؤتمر صحفي نظمته في بيونغ يانغ.

## الاتحاد السوفيتي
يعود الاختراع الأصلي لغرف الغاز المتنقلة المعتمدة على عربات معدّلة لتحوي صندوق تخزين مغلق وعادم معاد توجيهه للداخل إلى قائد المفوضية الشعبية للشؤون الداخلية للاتحاد السوفيتي السابق إساي بيرج، حيث استُخدِمَت هذه العربات من قبل المفوضية عام 1936 مموهةً كعربات الخبز.

## الولايات المتحدة الأمريكية
استُخدِمَت غرف الغاز لعقوبة الإعدام في الولايات المتحدة، وأول شخص يُعدَم بواسطة غاز قاتل هو جي جون في 8 شباط/فبراير 1924، وقد أدّت محاولة غير ناجحة لضخ غاز سام مباشرةً في زنزانته في سجن ولاية نيفادا إلى تطوير أول غرفة غاز مؤقتة لتنفيذ حكم إعدامه.
وفي 3 كانون الثاني/ديسمبر 1948، أُعدِم ميران تومبسون وسام شوكلي في غرفة الغاز في سجن سان كوينتن لدورهما في معركة الكاتراز.
في عام 1957، أُعدِم بورتون أبوت بينما كان حاكم ولاية كاليفورنيا على الهاتف ليوقف الإعدام، ومنذ إعادة تطبيق عقوبة الموت في الولايات المتحدة في عام 1976، نُفّذَت 11 عملية إعدام بغرفة الغاز، وبحلول الثمانينات من القرن العشرين، أدت تقارير المعاناة خلال عمليات الإعدام بغرفة الغاز إلى جدل حول استخدام هذه الطريقة.
في 2 أيلول/سبتمبر 1983عند إعدام جيمي لي غراي في ولاية ميسيسيبي، قام المسؤولون بإخلاء غرفة المشاهدة بعد ثماني دقائق بينما كان غراي لا يزال على قيد الحياة ويلهث طلبًا للهواء، كان غراي مدانًا لقتله طفلة بعمر ثلاث سنوات في عام 1976 بعد اختطافها واغتصابها شرجيًا.
عند إعدام دونالد هاردينج من ولاية أريزونا في 6 نيسان/أبريل 1992، استغرق الأمر 11 دقيقة حتى حدوث الوفاة، وصرّح مأمور السجن أنه سيستقيل إن طُلِب تنفيذ إعدام آخر بغرفة الغاز، وبعد إعدام هاردينج، صوتت أريزونا على أن جميع الأشخاص المحكوم عليهم بالإعدام بعد تشرين الثاني/نوفمبر 1992 سيُنفّذ حكمهم باستخدام الحقنة القاتلة.
بعد إعدام روبرت ألتون هاريس، أعلنت محكمة فيدرالية أنّ الإعدام بالغاز القاتل بموجب بروتوكول كاليفورنيا غير قانوني، وبحلول أواخر القرن العشرين، انتقلت معظم الولايات إلى أساليب تعتبر أكثر إنسانية كالحقنة القاتلة، وتحوّلت بذلك غرفة الغاز في سجن سان كوينتين في كاليفورنيا إلى غرفة الإعدام بالحقنة القاتلة.
كان فالتر لاغراند آخر شخص يُعدَم في غرفة الغاز، وهو مواطن ألماني محكوم عليه بالإعدام قبل عام 1992، والذي أعدم في أريزونا في 3 مارس 1999، وقد حكمت محكمة الاستئناف الأمريكية للدائرة التاسعة بأنه لا يمكن تنفيذ الإعدام باستخدام غرفة الغاز، ولكن القرار ألغي من المحكمة العليا في الولايات المتحدة.
كانت غرفة الغاز تستخدم سابقًا في كولورادو ونيفادا ونيو مكسيكو ونورث كارولينا وأوريغون، وست ولايات هي: أريزونا وكاليفورنيا وميريلاند وميسيسبي وميسوري ووايومنغ، تأذن بالغاز القاتل إذا لم يكن من الممكن إعطاء الحقنة القاتلة، وكان المُدان ارتكب جريمته قبل تاريخ معين، أو أنه يختار الموت بغرفة الغاز، وفي تشرين الأول/أكتوبر2010 وقّع ديفيد باترسون -حاكم نيويورك- على مشروع قانون جعل إعدام غرف الغاز غير قانوني الاستخدام من قبل المجتمعات الإنسانية وملاجئ الحيوانات الأخرى.
وفي 25 يناير2024 صرحت حاكمة ولاية ألاباما الأميركية كاي آيفي، إن مسؤولي السجون أعدموا كينيث سميث، وهو قاتل مدان، مستخدمين لأول مرة طريقة الإعدام بالاختناق بغاز النيتروجين.وتصف الولاية بروتوكولها الجديد بأنه "طريقة الإعدام الأكثر إنسانية والأقل ألماً التي عرفها الإنسان"، إذ تطرح هذه الطريقة كبديل أبسط للإعدام بالحقن القاتلة.

## طرق الاستخدام

### باستخدام سيانيد الهيدروجين
تعتبر غرفة الغاز في الولايات المتحدة أخطر وأعقد وأغلى طرق تطبيق عقوبة الإعدام، حيث يُربَط الشخص المدان في كرسي داخل غرفة كتيمة تُغلَق بإحكام بعد ذلك، ثم يقوم مُنفّذ الحكم بتنشيط آلية تسقط كريات سيانيد البوتاسيوم (أو سيانيد الصوديوم) في حوض من حامض الكبريتيك تحت الكرسي، ليقوم التفاعل الكيميائي اللاحق بتوليد غاز سيانيد الهيدروجين القاتل، ولأن غاز سيانيد الهيدروجين يتكثف عند حوالي 78 °فهرنهايت (26° مئوية)، يُحافَظ على درجة حرارة الغرفة -عند استخدامها- عند 80° فهرنهايت (27° مئوية) كحد أدنى.
يكون الغاز مرئي للمُدان الذي يُنصح بأن يأخذ أنفاسًا عميقةً عدة لتسريع فقدان الوعي، وبرغم ذلك يحدث في كثير من الأحيان اختلاجات وإلعاب مفرط، كما قد يحدث تبول وتغوط وقياء.
بعد التنفيذ تُنظّف الغرفة بالهواء وأي غاز متبقٍ يُعدّل باستخدام النشادر، وبعد ذلك يُنقَل الجسم بحذر شديد، وفي بعض الأحيان تُحرَق ملابس الشخص المُعدَم كإجراء احترازي للسلامة، ويقوم الشخص الذي ينقل الجسم بارتداء قفازات مطاطية لحمايته من أي كميات ضئيلة من السيانيد يُحتَمَل وجودها على الجسم.

### سحب الأوكسجين
إن استخدام غاز النيتروجين وسحب الأوكسجين من الهواء مأخوذ بعين الاعتبار كوسيلة لتنفيذ الإعدام، لأنه قد يُحرّض الاختناق بالنيتروجين، وفي هذه الطريقة يشعر الشخص بإحساس طفيف مع انخفاض مستوى الأكسجين، وهذا يؤدي إلى الاختناق (الموت بنقص الأكسجين) دون الشعور المؤلم والراض بالاختناق أو المعاناة من الآثار الجانبية للتسمم.
وافقت ماري فالين -حاكمة ولاية أوكلاهوما- في نيسان/أبريل 2015على مشروع قانون يسمح باستخدام اختناق النيتروجين كطريقة للإعدام، وفي 14 آذار/مارس 2018، أعلن النائب العام لأوكلاهوما ومدير التصحيحات الانتقال إلى غاز النيتروجين كطريقة رئيسية للإعدام.

## الحيوانات
استُخدِمَت غرف الغاز للقتل الحيواني الرحيم باللجوء إلى أول أكسيد الكربون كعامل مميت، وفي بعض الأحيان يُستَخدَم صندوق مليء بالغاز المخدر لتخدير الحيوانات الصغيرة بهدف إجراء عملية جراحية أو بغرض القتل الرحيم.